# Matsushima (lớp tàu tuần dương)
Lớp tàu tuần dương bảo vệ Matsushima (松島型防護巡洋艦 Matsushima-gata bōgojun'yōkan)  là một lớp tàu tuần dương bảo vệ của Hải quân Đế quốc Nhật Bản, với ba tàu được đặt tên theo ba điểm danh lam thắng cảnh nổi tiếng nhất tại Nhật Bản (nên chúng còn được gọi là Sankeikan (三景艦 (Tam Cảnh Hạm))). Lớp Matsushima là một thiết kế khác thường so với các tàu tuần dương cùng thời với nó khi nó được trang bị một khẩu súng Canet 320 milimét (13 in) dẫn đến hình dáng giống như tàu Monitor.